# Голубев, Анатолий Васильевич
Анатолий Васильевич Голубев (10 ноября 1929, Свердловск — 23 марта 2010, там же) — советский игрок в хоккей с мячом. Почётный мастер спорта СССР (1964). Мастер спорта СССР международного класса (1991, хоккей с мячом), чемпион мира 1961 года.

## Биография
Родился 10 ноября 1929 года в Свердловске.
Начал играть в 1944 году в Свердловске на стадионе «Пионеров и школьников». Игровое амплуа — защитник.
В 1949—1964 гг. играл в составе свердловских армейцев. Шесть раз свердловчане становились чемпионами. Несколько сезонов был бессменным капитаном команды. В 1951 году присвоено звание мастер спорта СССР.
В чемпионатах СССР провел 207 матчей, забил 6 голов. Выступал также за «Спартак» (Свердловск) и «Динамо» (Ленинград).
Привлекался в сборную СССР, в составе которой стал чемпионом мира в 1961 году (3 матча). Всего за сборную СССР сыграл 8 матчей.
Также в 1951—1954 годах выступал за футбольную команду свердловского ОДО.
После окончания спортивной карьеры работал старшим тренером свердловского СКА в 1966—1969 годы, тренер команды «Трансмаш» (Свердловск) с 1975 по 2000 годы, тренером по футболу.
Скончался 23 марта 2010 года в Екатеринбурге. Похоронен на Северном кладбище.
В 2012 году установлена мемориальная доска на доме, где жил А. В. Голубев (улица Куйбышева, 48г).

## Достижения
- Чемпион мира — 1961
- Чемпион СССР — 1953, 1956, 1958, 1959, 1960, 1962
- Вице-чемпион СССР — 1951, 1955, 1957, 1961, 1963
- Бронзовый призёр чемпионата СССР — 1952, 1964
- Финалист Кубка СССР 1953 года
- Включался в список 22 лучших игроков сезона — 1951, 1952, 1953, 1954, 1955, 1956, 1957, 1959, 1960, 1961, 1963